# Kony 2012

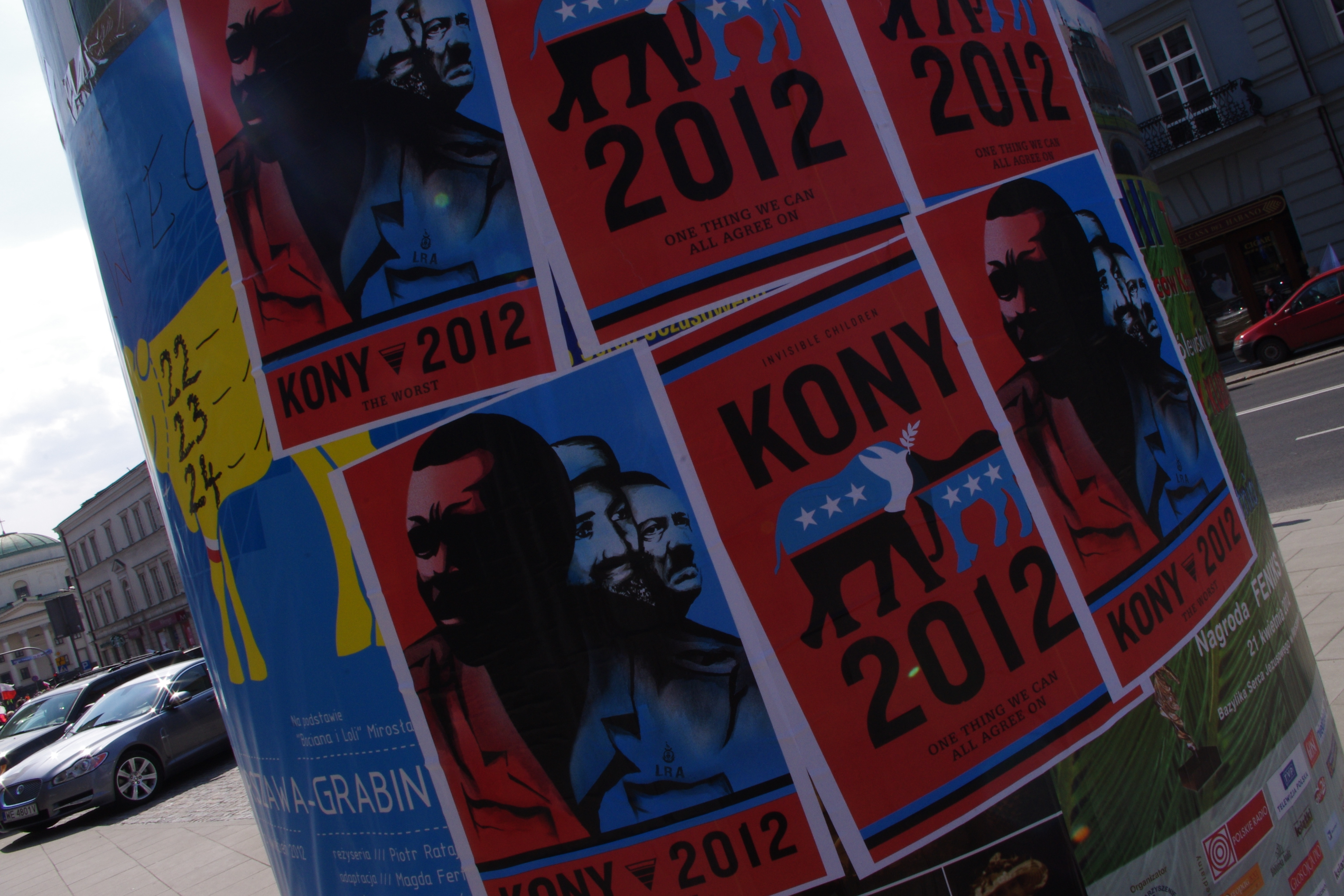
Plakat akcji Kony 2012 przy pl. Trzech Krzyży w Warszawie (21 kwietnia 2012)

Kony 2012 – międzynarodowa kampania stworzona przez organizację Invisible Children Inc. mająca na celu powstrzymanie Josepha Kony'ego i podległej mu Armii Bożego Oporu. Celem kampanii było nagłośnienie przestępstw dokonywanych przez ugandyjskich zbrodniarzy i doprowadzenie do ich rozbrojenia i wymierzenia im sprawiedliwości.

## Poparcie
Poparcia kampanii udzielili amerykańscy celebryci tacy jak Rihanna, Taylor Swift, Christina Milian, Nicki Minaj, czy Kim Kardashian.

## Krytyka
Kampania spotkała się również z głosami krytyki. Jednym z zarzutów jest zbytnie uproszczanie i generalizowanie problemów w regionie.
Część z tych zarzutów dotyczy braku przedstawienia okrucieństw popełnianych przez ugandyjski rząd, lub tych których dopuszcza się Ludowa Armia Wyzwolenia Sudanu. Kampania nie uwzględnia również skomplikowanej polityki regionalnej która napędza konflikt.
Skrytykowano również wysłanie przez prezydenta Stanów Zjednoczonych Baracka Obamę setki doradców wojskowych.

## Film
5 marca w Internecie opublikowany został 30-minutowy film promujący akcję. W ciągu pierwszych 5 dni został wyświetlony w serwisie Youtube ponad 70,6 miliona razy. Film informuje o przyczynach i celach kampanii oraz ukazuje metody jej promocji. Najważniejszym punktem dotyczącym promocji kampanii miał być 20 kwietnia 2012. W nocy z 20 na 21 kwietnia organizatorzy i ochotnicy mieli rozlepić tysiące plakatów promujących akcję w największych miastach świata.